# Овчаренко, Иван Андреевич
Иван Андреевич Овчаренко (12 февраля 1921, станица Зеленчукская, ныне Зеленчукского района Карачаево-Черкесии — 26 февраля 2004, там же) — полный кавалер ордена Славы, гвардии старшина, разведчик 10-го гвардейского кавалерийского полка (3-я гвардейская кавалерийская дивизия, 2-й гвардейский кавалерийский корпус, 1-й Белорусский фронт).

## Биография
Иван Овчаренко родился в 1921 году в станице Зеленчукская (ныне Карачаево-Черкесии), в семье крестьянина-казака. По национальности русский. Окончил пять классов и специальную школу. Работал ветеринарным фельдшером в родной станице.
В 1940 году был призван в Красную Армию. Участник Великой Отечественной войны с сентября 1941 года. Боевое крещение принял на подступах к Москве в составе корпуса генерал-майора Доватора. Вскоре стал разведчиком 10-го гвардейского кавалерийского полка 3-й гвардейской кавалерийской дивизии.
20 июля 1944 года гвардии красноармеец Овчаренко одним из первых в полку переправился через реку Западный Буг и, пробравшись в укреплённый пункт противника уничтожил огневую точку — пулемёт с прислугой и офицера. Несмотря на ранение продолжал выполнять боевую задачу. Приказом командира 3-й гвардейской кавалерийской дивизии (№ 25/н) от 8 августа 1944 гвардии красноармеец Овчаренко был награждён орденом Славы 3-й степени (№ 123308).
4 февраля 1945 года под населённым пунктом Вангеров (34 км юго-западнее города Хойнице, Польша) Овчаренко, действуя в составе разведгруппы, вступил в бой с боевым охранением противника. Огнём из автомата в упор расстрелял трёх солдат, одного взял в плен. Вновь получил ранение, но остался в строю. Приказом по войскам 1-го Белорусского фронта (№ 526/н) от 8 апреля 1945 года был награждён орденом Славы 2-й степени (№ 15594).
22-23 апреля 1945 года при форсировании реки Шпрее в составе разведгруппы разведал передний край и огневые точки противника, лично уничтожил троих фашистских солдат и ещё двух захватил в плен. Данные, полученные разведчиками, помогли подавить огневую систему противника и успешно переправиться через водную преграду другим подразделениям. 25 апреля в районе населенного пункта Кляйн-Шауэн при столкновении с боевым охранением противника Овчаренко гранатой подорвал 4 солдат, 6 взял в плен. Указом Президиума Верховного совета СССР от 15 мая 1946 года за отвагу и геройство, проявленные в боях с немецкими захватчиками, гвардии красноармеец Овчаренко Иван Андреевич был награждён орденом Славы 1-й степени (№ 899), став, таким образом, полным кавалером ордена Славы.
В 1946 году старшина Овчаренко демобилизовался. Вернувшись на родину, жил в станице Зеленчукская и работал в районной ветеринарной лечебнице. Умер 26 февраля 2004 года.

## Память
- Среди памятных досок героям-землякам в составе мемориала памяти павших защитников Отечества в центральном парке станицы Зеленчукской, которые были установлены в 2010 году, есть именной памятник Ивану Андреевичу Овчаренко[1].
- В 2014 году по инициативе Общероссийского народного фронта на здании средней школы № 4 в Зеленчукской была открыта мемориальная доска И. А. Овчаренко[2].
- 19 сентября 2017 года постановлением администрации Зеленчукского района школе № 4 было присвоено имя Ивана Андреевича Овчаренко[3].
- С середины 2010-х годов встречаются данные, что одна из улиц станицы была названа в честь героя[4]. Сам Иван Андреевич Овчаренко, будучи на пенсии, проживал на этой улице в начале 2000-х годов[5]. Сведения о том, когда улица была названа в его честь — при жизни либо вскоре после смерти (не позднее 2005 года), отсутствуют.